# Henning Hyllested
Henning Hyllested (nascido em 28 de fevereiro de 1954, em Esbjerg) é um político dinamarquês, membro do Folketing pelo partido político Aliança Vermelha e Verde. Ele foi eleito para o parlamento nas eleições legislativas dinamarquesas de 2011.

## Carreira política
Hyllested foi eleito para o parlamento nas eleições de 2011, onde recebeu 2.267 votos. Foi reeleito em 2015 com 3.221 votos e em 2019 com 2.349 votos.